# Teresa Maria Zanotti
Teresa Maria Zanotti, född i Bologna 3 oktober 1693, var en italiensk översättare och assistent i astronomi.
Hon var dotter till poeten och konsthistorikern Giampietro Zanotti (1675-1765) och Constance M. Teresa Gambari och syster till Angiola Anna Maria Zanotti och astronomen Eustachio Zanotti (1709-1782). Tillsammans med sin syster arbetade hon som assistent till sin bror i hans vetenskapliga arbete som astronom. Hon översatte även sånger och berättelser av i den napolitanska dialekten i Bologna: de Berthold (1740), Den Chiaqlira DLA Banzola (1742) och Pentameron (1744).